# Albina Elguín
Albina Elguín Rodríguez (Santiago, 1871 - 1896) fue una escultora y artista visual chilena. Es reconocida como una de las precursoras en la escena artística chilena junto a las destacadas Celia Castro, Aurora Mira y Magdalena Mira. Por su pronto fallecimiento dejó escaso legado pictórico.

## Biografía
Estudio en la Escuela de Bellas Artes donde recibió clases impartidas por Cosme San Martín, quien fuera el primer director con nacionalidad chilena al mando de dicha institución desde 1886. Falleció a la edad de 25 años.

## Obras

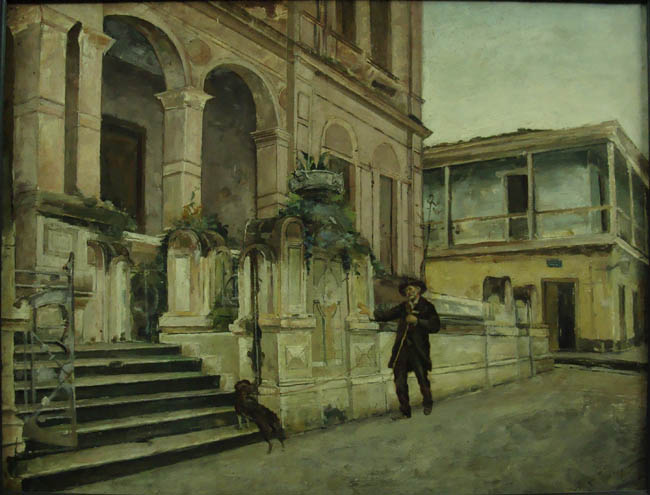
"Cambio de fortuna" Pintura de la Colección Museo Nacional de Bellas Artes, 1888.

La obra de Abina Elguín se enmarca dentro del academicismo tradicional de fines del siglo XIX, con representaciones de retratos, naturalezas muertas, escenas de género y paisajes.

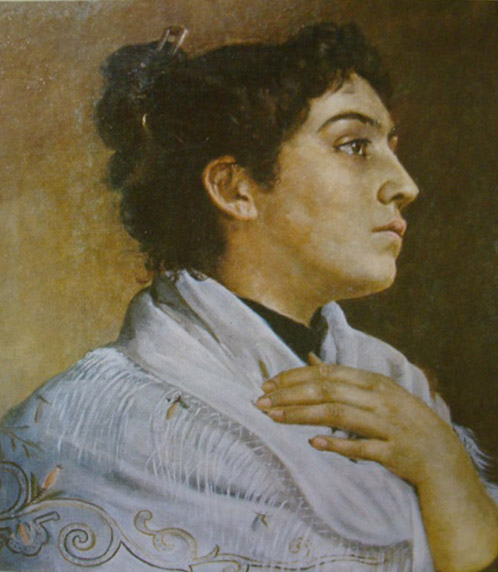
"Retrato o cabeza de Mujer", sin fecha.

- "Retrato o Cabeza de mujer", sin ubicación definida, fue una obra comentada por Antonio Romera, quien menciona: "…hay algo convencional y afectado en su minucioso realismo. Se adivina, empero, el malogramiento de una vida y un cierto desgarro. La pintora rendía así tributo al estilo de su época"[1]
- "Cambios de fortuna" (enlace roto disponible en Internet Archive; véase el historial, la primera versión y la última)., de la Colección del Museo Nacional de Bellas Artes fue enviada a la Exposición Universal de París de 1889.
- "Pensativa",  sin ubicación definida, ca. 1890, fue portada de El Taller Ilustrado, en “En ese pequeño cuadro al óleo, todos los visitantes a dicha Esposicion han podido admirar las dotes artísticas con que la naturaleza aumentó los encantos de ese fresco botón de rosa, orgullo de pencil chileno i una de las mas bellas esperanzas del arte nacional”[2]

## Exposiciones
- 1886 Salón Oficial, Santiago.
- 1888 Salón Oficial, Santiago.
- 1925 Salón Oficial, Santiago.